# Institut agricole de La Saulsaie
L’institut agricole de La Saulsaie était une école d'agronomie, fondée par Césaire Nivière au hameau de La Saulsaie à Montluel dans l'Ain. Son activité scolaire fut effective entre 1845 et 1872, année de son déménagement à Montpellier et de la création dans cette ville de l'école nationale supérieure agronomique.
Après avoir appartenu à la congrégation des Frères des écoles chrétiennes (à partir de 1887), qui construisit la chapelle Saint-Joseph, près de  la « Maison aux cent fenêtres », le « château » est une Maison familiale rurale depuis 1981 et accueille un Institut rural d'éducation et d'orientation.

## Le domaine de La Saulsaie
Au Moyen Âge, le domaine constitue un arrière-fief de la baronnie de Montribloud. Au XVIIe siècle, le dernier propriétaire de la lignée, le prêtre Jean de La Saulsaie vend le domaine à Camille de Neufville de Villeroy, alors archevêque de Lyon. C'est ce dernier qui transforme la maison forte en château d'agrément, en faisant effectuer des travaux en 1655-1656.
Au XIXe siècle, Alexandre Bodin, également possesseur du château de Montribloud et député de l'Ain, possède le domaine.

## L'institut agricole

### Histoire de l'institut

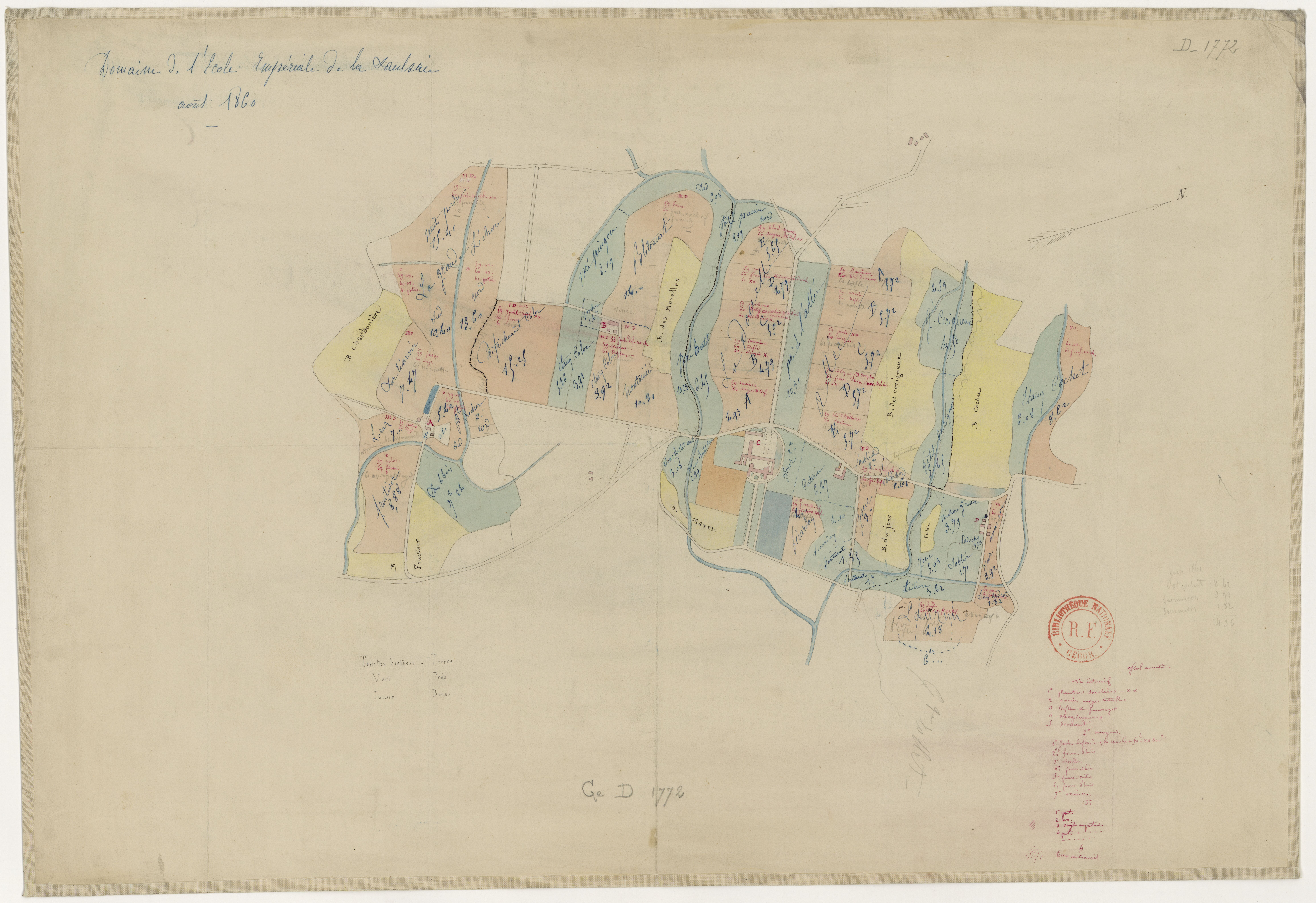
Domaine de l'école impériale de la Saulsaie

En 1840, l'agronome Césaire Nivière achète le domaine et son château pour en faire une école d'agronomie à destination des habitants de la Dombes. À ce propos, il écrit :
« Il faut créer sur la limite du Pays d'Étang, là seulement où le dessèchement volontaire est possible, non loin de Lyon, c’est-à-dire sous les yeux des propriétaires de la Dombes, une Ferme-école dont la mission serait non seulement de donner l’exemple d’une culture productive sans étangs, mais de former sur le sol des Dombes, et pour les Dombes […], de jeunes fermiers actifs et intelligents »
— Césaire Nivière
Le 10 février 1842, Césaire Nivière sollicite dans une lettre, l’aide du Gouvernement pour la prise en charge du traitement du directeur, des professeurs et des frais d’enseignement tandis que l’exploitation serait à la charge du propriétaire (à l’instar de ce qui se pratique à Grand-Jouan ou à Grignon). Par le décret du 2 mars 1842, le ministre de l’agriculture et du commerce Laurent Cunin-Gridaine officialise le statut de l’Institut dont Nivière devient le Directeur.
En 1848, l'institut devient École régionale d'agriculture,. En 1852, l'école est agrandie et devient École impériale. En 1853, l'école développe une nouvelle activité d'élevage (200 vaches). Elle s'étend alors sur plus de 460 hectares.
Les années 1860 voient un relatif déclin de l'école du notamment à l'isolement du lieu et donc au coût supplémentaire induit par sa situation géographique. En 1863, Césaire Nivière présente sa démission du poste de directeur. Le 19 avril 1867, se produit une révolte des élèves (qualifiée d'« insurrection scolaire ») mettant en exergue un malaise latent. Ces soubresauts conduiront à la fermeture de l'institut en 1872 et à la création d'une nouvelle structure à Montpellier qui accueille les élèves de l'institut.
Le domaine est alors divisé en six parcelles : La Saulsaie, La Grange, Rollet, La Montanière, Les Chaneaux, La Lombardière et La Catherine.

### Enseignement
L'entrée à l'Institut requiert d'être âgé de 17 à 23 ans et d'avoir de bonnes connaissances générales. Le programme d’étude s’étale sur quatre ans :
- première année : travail manuel ;
- deuxième année : travail avec bœufs et chevaux ;
- troisième année : études théoriques ;
- quatrième année : direction d’une exploitation.

## Frères des écoles chrétiennes

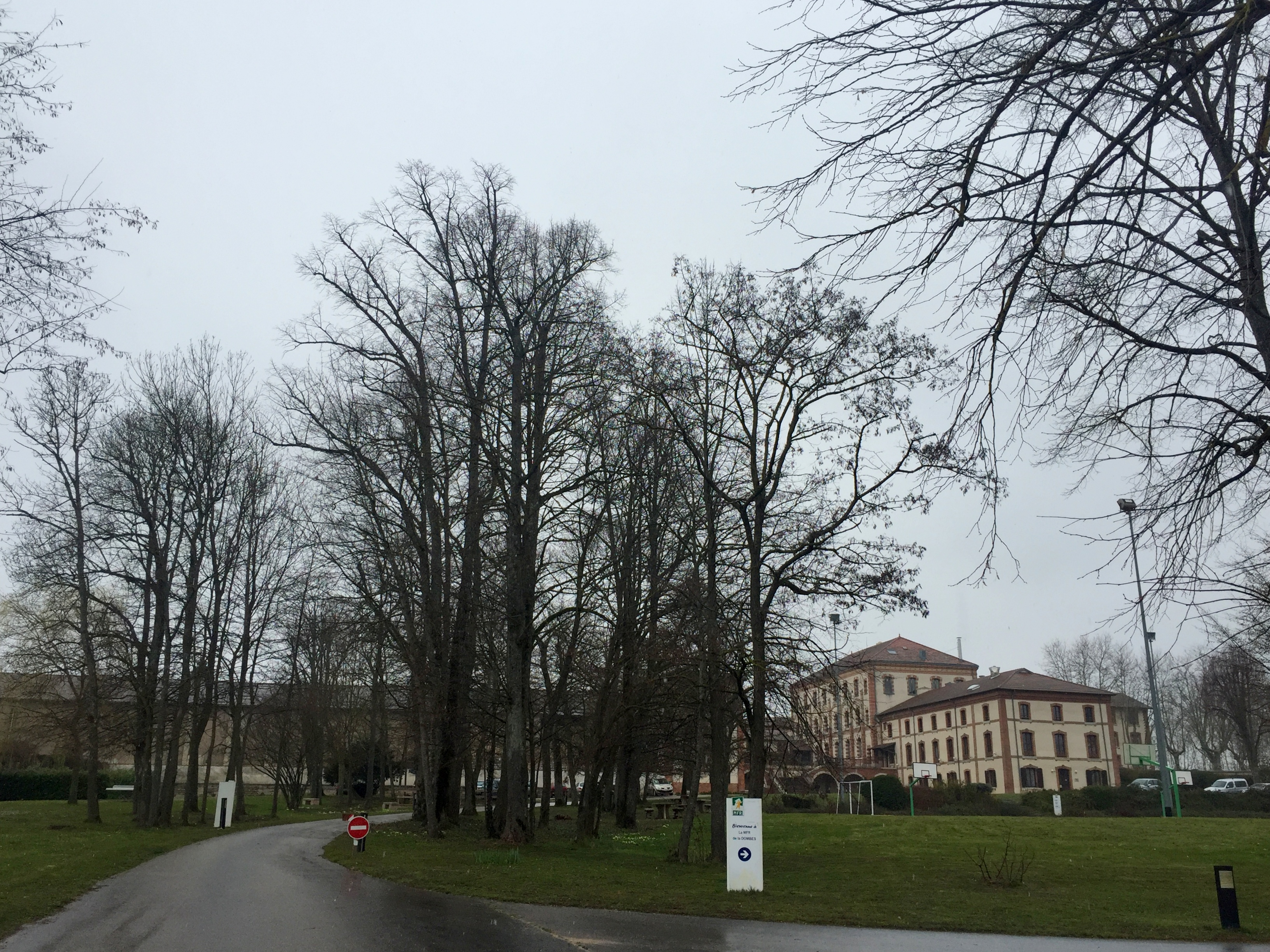
La Saulsaie en 2016, institut rural d'éducation et d'orientation.

En 1887, la congrégation des Frères des écoles chrétiennes achète le château ainsi qu'un domaine entourant l'édifice, d'une superficie de 30 hectares. Les Frères vont alors, dès leurs installations s'attacher à construire une chapelle près de la « Maison aux cent fenêtres », surnom local de l'édifice.

### Chapelle de La Saulsaie
La chapelle construite en 1887 est dédiée à Saint Joseph en 1889 à la suite de sa bénédiction effectuée par le Cardinal Luçon alors évêque de Belley.